# Virum
Virum è un centro abitato della Danimarca, della regione Hovedstaden, fa parte del comune di Lyngby-Taarbæk.